# Tour de Lombardie 1985
La 79e édition du Tour de Lombardie s'est déroulée le 12 octobre 1985. La course a été remportée par le coureur irlandais Sean Kelly qui signe une seconde victoire sur cette classique. Le parcours s'est déroulé entre Côme et Milan sur une distance de 255 kilomètres.

## Présentation

### Parcours
L'arrivée se tient pour la dernière fois au vélodrome Vigorelli de Milan.

### Favoris
L'Irlandais Sean Kelly, vainqueur en 1983, fait figure de grand favori.

## Déroulement de la course
Un groupe de seize coureurs rejoint le stade-vélodrome de Milan. Dans ce groupe, se trouvent notamment le sprinter irlandais Sean Kelly qui a remporté la course en 1983, l'Italien Gianbattista Baronchelli, vainqueur en 1976, le champion du monde néerlandais Joop Zoetemelk, son compatriote Adrie van der Poel, le Belge Claude Criquielion ainsi que les Français Charly Mottet et Marc Madiot.  Mottet lance le sprint, se détache dans un premier temps mais est repris et devancé par Kelly qui l'emporte et par Van der Poel.  Sur les 171 coureurs partants, seulement 32 terminent la course.

## Classement final
| Pos. | Coureur                  | Équipe       | Temps           |
| ---- | ------------------------ | ------------ | --------------- |
| 1    | Sean Kelly               | Skil-Sem     | 6 h 11 min 17 s |
| 2    | Adrie van der Poel       | Kwantum Hal. | m.t.            |
| 3    | Charly Mottet            | Renault-Elf  | m.t.            |
| DQ   | Marino Lejarreta         | Alpilatte    | m.t.            |
| 5    | Leo Schönenberger        | Dromedario   | m.t.            |
| 6    | Claudio Corti            | Brianzoli    | m.t.            |
| 7    | Silvano Contini          | Ariostea     | m.t.            |
| 8    | Alfio Vandi              | Dromedario   | m.t.            |
| 9    | Gianbattista Baronchelli | Brianzoli    | m.t.            |
| 10   | Mario Beccia             | Malvor       | m.t.            |